# Sotirios Zarianopoulos

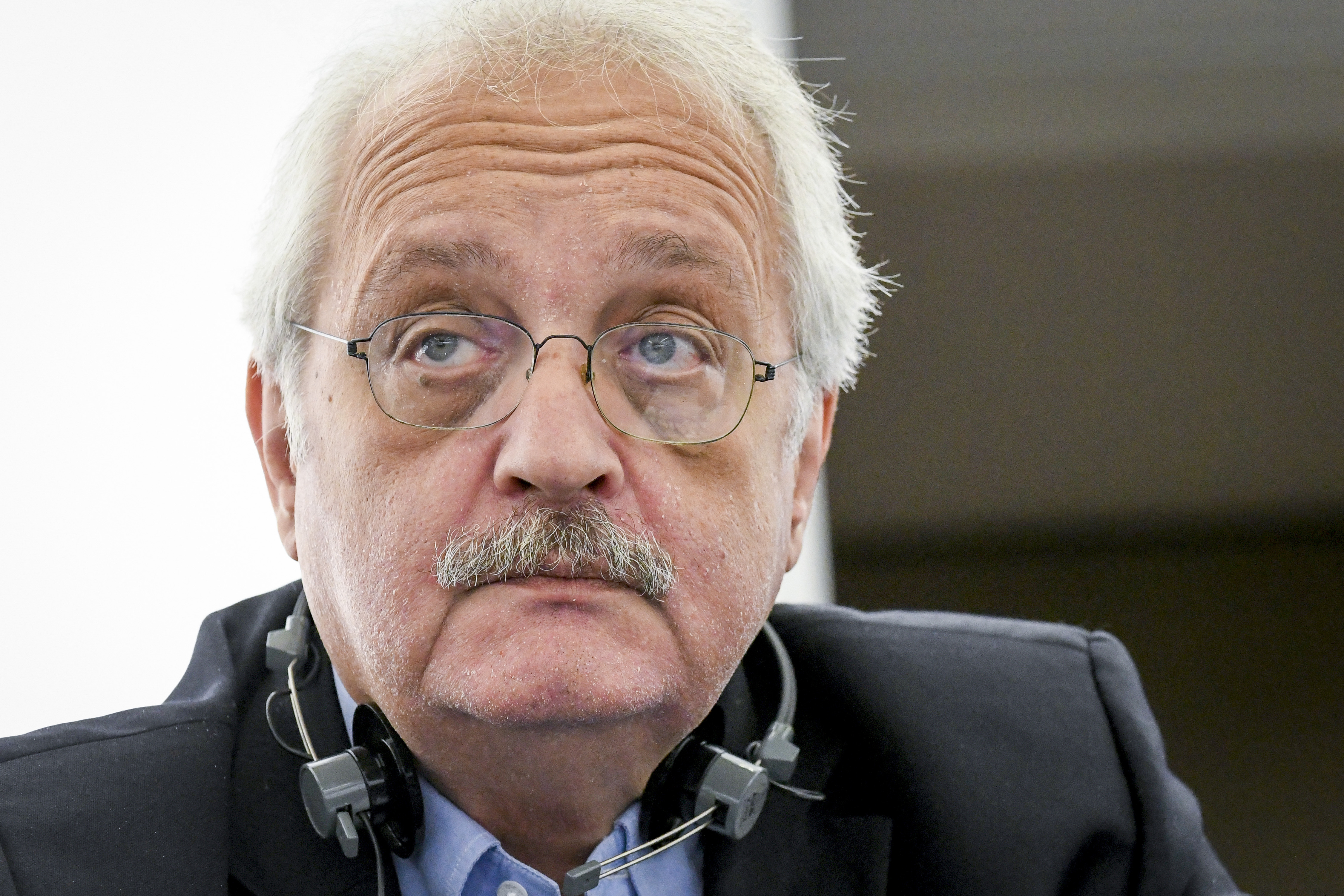
Sotirios Zarianopoulos

Sotirios Zarianopoulos (griechisch Σωτήριος Ζαριανόπουλος, * 16. Februar 1961 in Thessaloniki) ist ein griechischer Politiker der Kommunistischen Partei Griechenlands. Seit 2014 ist er Abgeordneter im Europäischen Parlament.
Sotirios Zarianopoulos arbeitete ab 1981 als Bankangestellter. Er gehörte seit 2006 der Führung der Kommunistischen Partei Griechenlands an. Außerdem war er seit 2008 Mitglied des Exekutivsekretariats der Militanten Arbeiterfront. Zarianopoulos wurde 2014 ins Europäische Parlament gewählt. Dort ist er Mitglied im Ausschuss für Wirtschaft und Währung, im Sonderausschuss zu Steuerentscheidungen und Maßnahmen ähnlicher Art oder mit vergleichbaren Folgen und in der Delegation im Gemischten Parlamentarischen Ausschuss EU-Ehemalige Jugoslawische Republik Mazedonien.